# Marching J
Marching J（マーチング ジェイ）は、ジャニーズ事務所が2011年3月に立ち上げた東日本大震災復興支援プロジェクト。プロジェクト名は、「あなたと一緒に歩いていく」行進（March）と3月（March）を掛け、ジャニーズ（Johnny's）とジャパン（Japan）の頭文字を取って、ジャニー喜多川が命名した。
事務所の全タレントが参加したチャリティーイベントやCD・グッズ等の収益の一部が、震災から1年間で8億2655万3991円集まり、被災地に寄付された。

## 活動歴

### 2011 - 2012年
2011年3月11日に発生した東北地方太平洋沖地震により、東北・関東地方が甚大な被害を受けた（東日本大震災）。ジャニーズ事務所は地震発生当初から、所属タレントのコンサート等を中止し、コンサート機材運搬用の10トン積みトラックや電源車等を被災地救援に送り出すなどの支援活動を行った。
3月29日、震災支援プロジェクト「Marching J」の発足をジャニーズ事務所が発表。大多数の所属タレントらの希望で立ち上がったプロジェクトであり、ジャニーズ事務所所属タレント全員参加の活動はこれが史上初めてである。1年間は毎月復興支援イベントを開催し、その後も活動期間を区切らず継続することが明言された。
4月1日から3日まで東京・代々木第一体育館で、所属タレント全員参加の募金イベントを開催。3日間で計38.9万人が募金に訪れ、集まった寄付金は被災地の子供たちへ送られることとなった。また4月2日、テレビ朝日系の生放送番組『SMAP☆がんばりますっ!!』にSMAPほか、Marching Jから複数のタレントが出演し被災地へエールを送った。そのほか、タレントらのコンサート会場や出演舞台の劇場ロビーにも募金箱を設置した。
5月4日、SMAPがシングル「not alone 〜幸せになろうよ〜」を配信限定でリリース。1ダウンロードにつき100円が、Marching Jを通じて被災地に寄付された。
5月29日、東京ドームで『Marching J ジャニーズチャリティー野球大会2011』を開催。入場料4500円で4.5万人を動員し、総売上げから運営費を差し引いた額が義援金として寄付されることとなった。
6月26日、嵐が東京ドームでチャリティーイベント『嵐のワクワク学校～毎日がもっと輝く5つの授業～』を開催。節電を意識したイベントは3日間5公演で約22.5万人を動員し、入場料4000円の売上げのうち約2億円をMarching Jを通じて被災地へ寄付すると発表された。
8月17日、SMAPのベストアルバム『SMAP AID』が12月末までの期間限定販売を開始。Marching Jを通じてアルバム1枚につき200円が寄付され、オリコン2011年年間CDランキングによると年内に累計41.3万枚を売上げた。さらにSMAPは8月から9月にかけて5都市でファンミーティングを開催。うち4都市は入場料3500円の収益金全額がMarching Jを通じて寄付されることとなった。
2012年1月、Marching Jの代表でありタレントの近藤真彦が、プロジェクトの柱として中国からジャイアントパンダの招致を目指していることを明らかにした。子供たちを笑顔にするため、そして支援結果を目に見える形で残すためだという。さらに2008年の四川大地震被災遺児への奨学金支援構想も明らかとなった。これについて、パンダで復興支援になるのかと批判の声が上がった。
3月11日、東京ドームでMarching J最後の募金活動を開催、17.3万人のファンが来場した。震災からちょうど1年のこの日、1年間の募金総額が8億2655万3991円となったことが発表された。内訳は、募金活動で集まった2億5100万円、野球大会やワクワク学校などチャリティーイベントの収益3億円のほか、インターネット動画配信課金の収益金7500万円、チャリティグッズ2億円。募金は「いわての学び希望基金」、「東日本大震災みやぎこども育英基金」、「東日本大震災ふくしまこども寄附金」を通じて被災した子供たちに寄付され、パンダ招致には使わないことが明言された。
3月25日、Marching Jの1年間の活動で集められた9億2077万8588円から、7億2000万円の目録が東北3県の各知事に手渡された。タッキー&翼が岩手県、Hey! Say! JUMPが宮城県、TOKIOが福島県を訪れた。残りの募金額に、4月に行われるKAT-TUNのコンサート売上げからの寄付金を加え、5月中に3県に届けられることも明らかとなった。

### 2012年以降
その後も2013年3月1日、福島県内の小学校にジャニーズ事務所が複合遊具を寄贈。11月6日にはMarching J財団の佐藤俊一代表理事が、福島県内の全小学生10万人にジャニーズタレントらのポストカードを贈ることを伝えた。2014年4月23日、Marching J財団は宮城県仙台市内の中学・高校計67校に68台の楽器が寄贈された。また日本国内だけではなく海外で地震や津波の被害に遭った子供たちのためにMarching J奨学金が設立された。
2016年4月14日、熊本地震が発生。ジャニーズ事務所は翌日からMarching Jの一環として、タレントらの出演舞台会場ロビーに募金箱を設置した。10月にジャニーズ事務所公式サイトで、4月15日から6月23日までの各会場での募金総額2265万4063円を熊本県の子供たちに寄付したことが報告された。